# 連島町西之浦
連島町西之浦（つらじまちょうにしのうら）は、岡山県倉敷市水島にある大字である。連島の西部を占め、旧浅口郡連島町の中枢を担った。倉敷市連島町西之浦（地図 - Google マップ）、倉敷市鶴の浦（地図 - Google マップ）にあたる。
なお、当地北部の北面周辺は、歴史的・地理的事情を考慮し「北面」で説明する。

## 概要
かつて島嶼であった連島山塊西部を占める地区で、高梁川の東岸に当たる。対岸には玉島の上成・乙島がある。かつて連島町（連島村）の役場が置かれるなど、連島地域の中枢的な地区である。
江戸時代のころから西之浦村の村名がみられるようになり、当初は連島島嶼にあった赤良村（あからそん、阿賀羅村とも。現在の矢柄）の枝村であった。正保3年（1646年）に独立村となり島の北西にあった、宮之浦村を枝村とした。
元は江戸幕府領で、松山代官小堀新助が治めた。万治元年（1658年）に、成羽藩山崎氏の所領に入り、幕末まで至る。成羽藩陣屋は倉敷市立連島西浦小学校の位置にあった。
干拓により本土と陸続きになると、西高梁川（現高梁川の流路）の河口部となり、次第に村の西と南側に干潟が生まれるようになった。その干潟は、元禄年間から文政年間に至る間に干拓され新田開発が行われた。さらに南沖合に鶴新田干拓（後述）が嘉永3年（1850年）に完成すると、地形は一変し、西之浦の集落を山寄りに見ることとなった。『備中村鑑』には、成羽領浅口郡西之浦村582石8斗2升と載る。
島嶼時代から、河口部時代にかけ瀬戸内有数の港として栄え、松山など内陸の集散地として繁栄した。古くから地域一帯の海上交通の守り神として崇められてきた箆取神社には、当時の海運で財を成した豪商達により寄進された回廊などがあり、往時の繁栄をうかがうことができる。しかし玉島湊ができると西之浦湊（連島湊）は次第にその地位を奪われ、また沖合の干拓により港としての機能も大幅に縮小、水運関係者や漁業者は農業へと転身し、かつての海運による豪商は、新田で生産される綿花やイグサおよびそれらの加工品の売買により活躍。明治期に連島村の中心地となったこともあり、現在も明治の豪商の名残を残す古い町並みが残っている。しかし、町並み保存地域に指定されておらず、地元の保存活動もないため、観光地化もされておらず、今後の町並み保存に課題を残している。
明治元年（1868年）には、鶴新田村を合併するも、同13年（1880年）に分村している。同22年（1889年）6月1日には村制を施行した。同36年（1903年）1月1日に西之浦・亀島・鶴新田・連島の4村が合併し、新たな連島村（のち連島町）を新設し、役場を西之浦に設置した。
西之浦地区内には、腕（うで）・弁財天（べんざいてん）・ドンドンなどの珍しい地名（小字）があり、腕は源平水島合戦に関連するともいわれ、弁財天は弁財天を祀る神社（弁財天宮）に由来、ドンドンは谷川の流れる音に由来するなどいわれるが、諸説あり断定はできない。両備バスのバス停ドンドンがある。
連島の大江（地図 - Google マップ）出身の詩人・薄田泣菫の詩碑が、当地東部の厄神社（北緯34度32分57.2秒 東経133度43分24.7秒 / 北緯34.549222度 東経133.723528度）境内に建てられている。
水島工業地帯が造成されると宅地が多く造成され、人口が増加。特に南西部に川崎製鉄の巨大社宅が建設され、鶴の浦の大字が新設された。これにより新たに西部（弁財天地区・鶴の浦など）を学区とする霞丘小学校が1967年（昭和42年）に設置された。川崎製鉄（現・JFE）の社宅群は取り壊され、現在はこの学区の児童は減少傾向にある。霞丘小学校は2022年（令和4年）3月をもって閉校した。

## 学区
小学校区
西之浦のうち北面・青木・宮之浦は連島北小学校区。鶴の浦1丁目および西之浦のうち弁財天・腕は、霞丘小学校区。それ以外の西之浦は西浦小学校区。
中学校区
西之浦のうち北面・青木・宮之浦は倉敷第一学校区（倉敷地区）。鶴の浦1丁目および西之浦のうち弁財天・腕は、連島南中学校区。それ以外の西之浦は連島中学校区。

## 地勢
山岳
- 連島山塊（右の地図の薄い緑色で示す範囲が連島山塊）
  - 大平山 - 標高 161.8 m[9]

河川
- 高梁川

## 産業
製造業
- 酒造
- すだれ・アシ加工品 − 現在はアシ加工は行わず。現在は衰退気味。
- イグサ加工品 - 現在は衰退。
- 綿加工品 - 現在は衰退。

## 施設
※住所表記のないものは、西之浦に所在
行政施設
- 連島公民館[10]
- 浄水場

教育・保育施設
- 倉敷市立連島西浦小学校
- 倉敷市立霞丘小学校 - 弁財天（西之浦）
- 倉敷市立西浦幼稚園
- まこと幼稚園 - 鶴の浦1
- 倉敷芸術科学大学

郵便局
- 連島郵便局
- 倉敷鶴の浦郵便局 - 鶴の浦1

金融機関
- 水島信用金庫鶴の浦支店 - 鶴の浦1

医療機関
- 武田病院

企業事業所
- 晴れの国岡山農業協同組合連島支店
- ワタナベ工業
- 遠藤酒造場
- 大野酒造

商店
- 山陽マルナカ連島店

娯楽施設
- ヘルスピア倉敷（旧・ウェルサンピア倉敷）

神社仏閣
住宅団地
- 川鉄団地 - 鶴の浦1

## 名所・旧跡
- 箆取神社

## 交通
道路
- 国道429号
- 国道430号
- 岡山県道275号藤戸連島線
- 岡山県道428号倉敷西環状線